# Shamrock Hill
Der Shamrock Hill ist ein markanter Vulkankegel auf Visokoi Island im Archipel der Südlichen Sandwichinseln. Er ragt nordwestlich des Irving Point im Osten der Insel auf.
Die Besatzung der HMS Protector, eines Eispatrouillenschiffs der Royal Navy, nahm am 17. März 1964 anlässlich des Saint Patrick’s Day die Benennung nach dem Shamrock, dem Nationalsymbol Irlands, vor.